# Louis Cros (réalisateur)
 (janvier 2021).
Si vous disposez d'ouvrages ou d'articles de référence ou si vous connaissez des sites web de qualité traitant du thème abordé ici, merci de compléter l'article en donnant les références utiles à sa vérifiabilité et en les liant à la section « Notes et références ».
Louis Cros est un instituteur, réalisateur, photographe et peintre français né en 1920 et mort en 2009 qui a vécu et travaillé dans le Tarn. 

## Biographie
Né le 20 octobre 1920 à Murat sur Vèbre (Tarn), Louis Cros se retrouve très tôt orphelin (décès de sa mère quand il avait 6 ans et de son père quand il en avait 12). Recueilli par une famille amie, il poursuit ses études secondaires au lycée d'Albi puis il est déporté en Autriche puis en Slovaquie pendant la Seconde Guerre mondiale au titre du Service du Travail Obligatoire.  
Vers la fin du conflit (1944-45), il rejoint les partisans slovaques avec un groupe de français évadés des camps nazis mais, malade et affaibli, il ne participe guère aux combats. 
De retour en France, il épouse Laure Holmière en décembre 1947. De cette union naîtront deux fils : Jean-Louis (21/08/1949) et Roland (19/03/1958). 
Nommé instituteur à Lautrec (Tarn) au début des années 1950, il s'intéresse au cinéma (animation de ciné-clubs, réalisation de films amateur), ce qui lui vaut d'être sollicité pour entrer au service audiovisuel de la Ligue de l'Enseignement. Détaché auprès de cet organisme en 1956, il y effectuera toute sa carrière d'initiateur au langage des images (film, photo), d'abord à Paris, puis à Albi, dans le cadre de la Fédération des Oeuvres Laïques.
Parallèlement, il poursuit une œuvre de cinéaste (courts métrages documentaires ou de fiction), et rejoint le Groupe des cinéastes indépendants de Toulouse. Mais à partir du milieu des années 1960, il cesse de réaliser pour se consacrer à sa mission de formateur en audio-visuel d'une part, à la photographie et à la peinture d'autre part.
Suivent, au cours des années 1970 et 1980 de nombreuses expositions de ses œuvres. A la même période il publie également des ouvrages de réflexion sur le langage des images (Apprendre le Cinéma en 1966, Les Images retournées en 1981).
Parvenu à l'âge de la retraite en 1980, il redécouvre les joies de la caméra grâce à la vidéo et réalise, parallèlement à son œuvre de peintre, de nombreux essais poétiques sur ce support. 
Il est décédé le 1er janvier 2009 à Albi.
Ses courts-métrages, ainsi qu'une partie de ses archives papier, sont conservés à la Cinémathèque de Toulouse. Le reste de ses archives (photo, peinture) est conservé aux archives départementales du Tarn.

## Filmographie
- 1966 : Le Mur dans la vallée
- 1964 : Le Passager
- 1964 : Azevedo
- 1961 : La Foire du 6
- 1961 : Pur porc
- 1957 : Les Maîtres sont partis
- 1957 : Rencontre dans le Tarn
- 1956 : Voyage COOP
- 1956 : La Maison des vacances
- 1953 : Cet âge heureux
- 1953 : Petite rue
- 1953 : La Rivière et la mise au vent
- 1953 : Cette maison est tienne
- 1952 : Le Domaine interdit
- 1951 : Vent de mars

## Ressources externes
- Ressource relative à l'audiovisuel :   - Africultures
- Louis Cros (1920-2009) site consacré à sa mémoire

- Liste des films de Louis Cros sur la base Mémoires-Filmique Pyrénées-Méditerranée